# Képviselet
A képviselet tevékenység, melynek során a képviselő a képviselt nevében lép fel. A képviselet formájától függően a képviselő tevékenysége alapján a képviselt válhat jogosulttá vagy kötelezetté. A képviselet ellátását – formájától függően – állami jogszabályok, esetleg kialakult szokások szabályozhatják vagy hagyhatják érdemi szabályozás nélkül.

## A képviselet jelentősége
Európa újkori történelmében a képviselet jelentősége a korábbi időszakokkal szemben nagyságrendekkel nőtt. A képviseleti demokrácia intézményrendszerének általánossá válása, a modern világ függő alrendszerekkel szerveződő politikai alakzatai, a „lobby” tevékenység megerősödése is mutatja  jelentőségének korábban nem tapasztal növekedését.

## A képviselet formái

### Politikai képviselet
A politikai képviselet legfontosabb formái az országgyűlési képviselő, illetőleg az önkormányzati képviselő által folytatott képviseleti tevékenység. Jelentőségében egyre nő az Európai Parlamenti képviselők jelentősége. Jellegzetessége a képviselet ezen formájának, hogy csak bizonyos összeférhetetlenségek kiküszöbölése mellett gyakorolhatók. A képviselők visszahívására általában nincs jogi lehetőség, de mentelmi jogának felfüggesztésére, megvonására igen. A képviseltek, vagy mások nem adhatnak utasításokat számukra, viszont élhetnek a képviselők tájékoztatását elősegítő jogokkal, adataik, elérhetőségeik nyilvánosak. Képviseleti tevékenységüket az "Országgyűlési képviselők jogai és kötelezettségei" c. előírások szabályozzák.

### Gazdasági képviselet
A gazdasági képviselet jellemző formái a gazdasági társaságok képviseletét ellátó vezető tisztségviselők által végzett képviseleti tevékenység. Ezen a területen az általános megoldás az önkéntesség. A képviselőket az adott gazdasági társaság tulajdonosai választják. A gazdasági képviselet körében is jelentős azonban a kötelező képviselet esete. Különféle szakmai érdekképviseleti szervezetek tevékenysége kötelező, ha a kamarai (érdekképviseleti szervezeti) tagság kötelező. Sok tulajdonost érintő, gazdasági jellegű képviseletet lát el a társasház közös képviselője.

### Jogi képviselet
Jogi képviseletet egy adott állam törvényhozó szervei által elfogadott  jogszabályok tesznek lehetővé vagy kötelezővé. Például a polgári peres eljárások lehetővé teszik az abban félként vagy más minőségben résztvevők számára azt, hogy képviseletüket ügyvéd, jogtanácsos esetleg hozzátartozó lássa el. Egyes peres eljárásokban az állam kötelezővé teheti az ügyvédi képviseletet.  Más jogi eljárásokban - például a földhivatalok előtti eljárásokban, de a közigazgatási hatóságok előtti eljárásokban is - szokásos a jogi képviselő eljárása, egyes esetekben kötelező jelleggel.

## Jogforrások
- A polgári perrendtartásról szóló 1952 évi III. törvény  66-74 §§ -i

## Külső hivatkozások
- Képviselet a szerződéskötésnél
- Parlament honlapja